# Dargida
Dargida is een geslacht van vlinders van de familie Uilen (Noctuidae), uit de onderfamilie Hadeninae.

## Soorten
- D. graminea Schaus, 1894
- D. grammivora Walker, 1856
- D. jucunda Mssn, 1890
- D. polluta Dognin, 1905
- D. procinctus Grote, 1873
- D. scripta Maassen, 1890